# 羅浮橋
24°48′00″N 121°22′00″E / 24.80000°N 121.36667°E
羅浮橋，臺灣一座公路橋樑，位於臺7線（北部橫貫公路）22公里處，跨越大漢溪石門水庫上游。其政區轄屬桃園市復興區羅浮里。

## 沿革
羅浮里早期僅有1966年（民國五十五年）完工的復興橋可供通行，因地處北橫公路通往石門水庫風景區、角板山、拉拉山、巴陵、棲蘭、明池等旅遊景點之交通要道，尤其假日交通更是壅塞。為了紓解復興橋繁忙的交通流量，因此在復興橋東南上方，新建半圓形的紅色拱橋「羅浮橋」。
根據交通部公路總局的資料記載，羅浮橋的通車時間有1992年1月、1994年7月兩種版本。羅浮橋完工通車後，為當時東南亞跨徑最大的螺栓式上承鋼拱橋樑，與復興橋及巴陵大橋同為北橫三大名橋。此地因北橫公路竣工時，時任臺灣省政府主席黃至此，見景色與廣東羅浮山相彷，音亦相近，遂以「羅浮」為名。

## 設計
羅浮橋為拱型鐵橋，外觀呈鮮紅色，長230公尺，採雙線車道。

## 相片

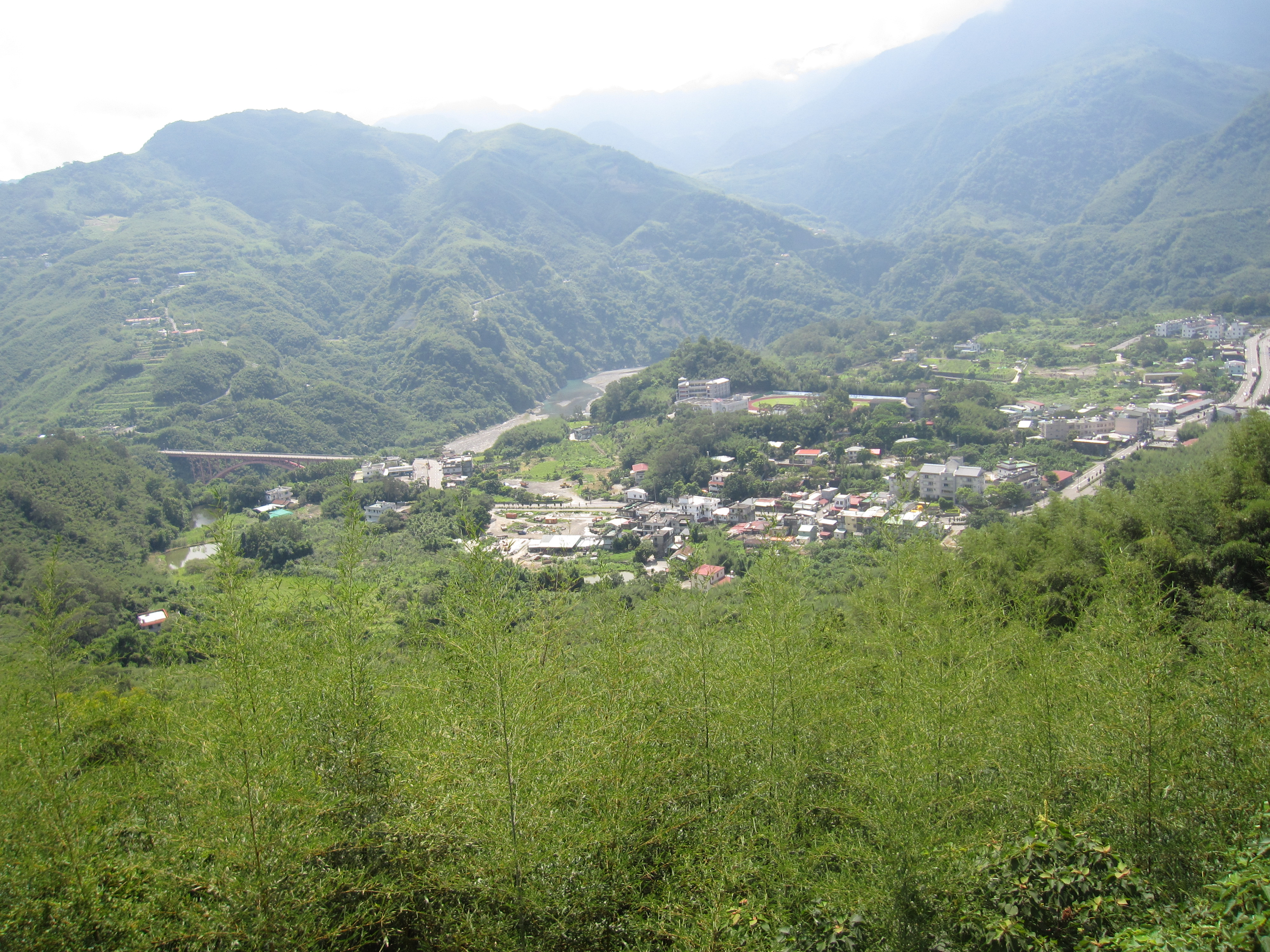
羅浮里與北橫公路羅浮橋
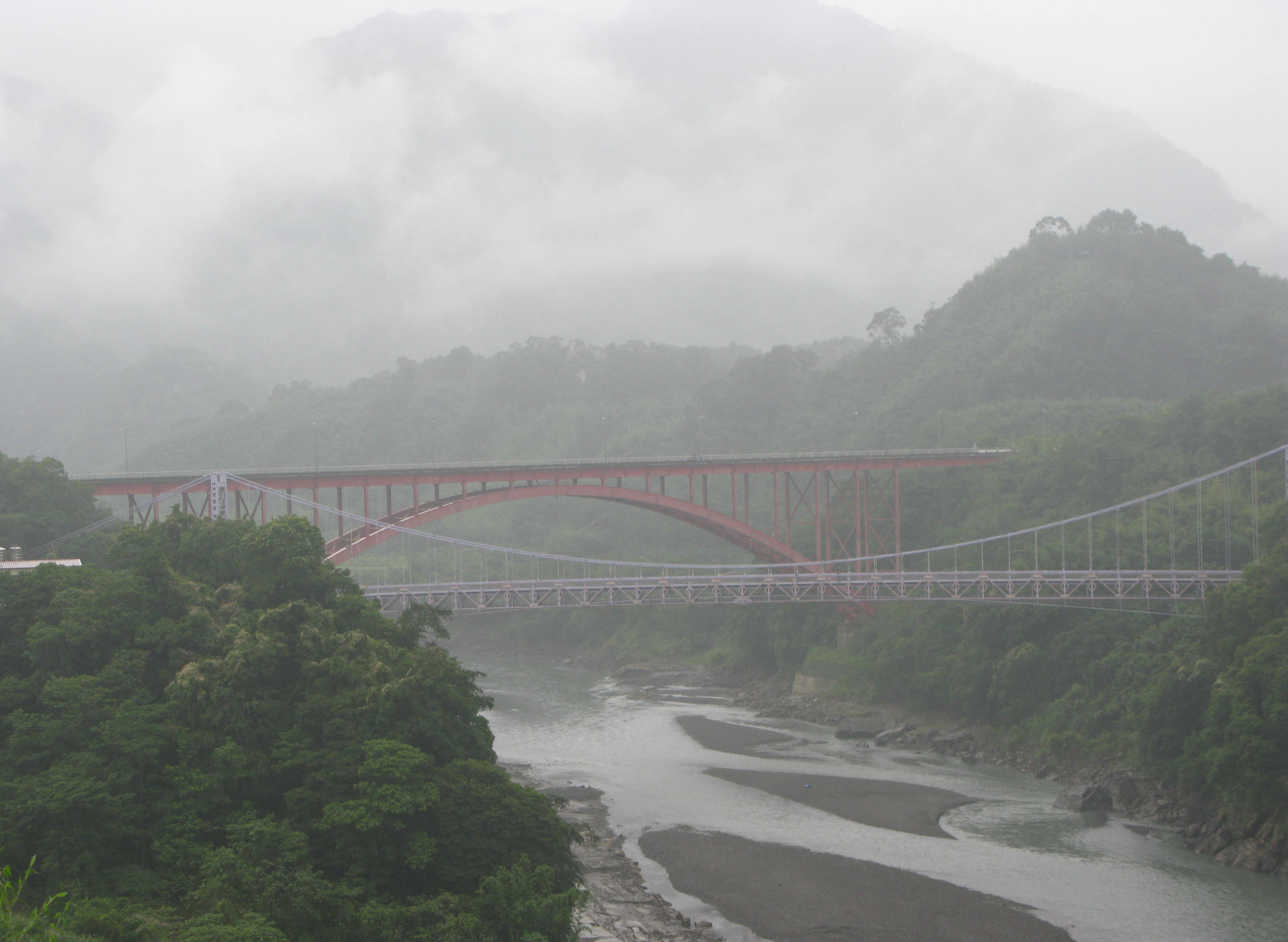
北橫公路的羅浮橋（遠）及復興吊橋（近）